# Geografia Anguili
Anguilla – wyspa w archipelagu Małych Antyli (Wyspy Podwietrzne), w Ameryce Środkowej. Stanowi niewielkie terytorium zamorskie Wielkiej Brytanii. Wyspa cechuje się nizinnym krajobrazem i wilgotnym, tropikalnym klimatem. Anguilla jest terytorium wyspiarskim i nie ma granicy lądowej z żadnym państwem; w pobliżu Anguilli leży wyspa Sint Maarten, podzielona między Francję i Holandię.

## Ukształtowanie poziome

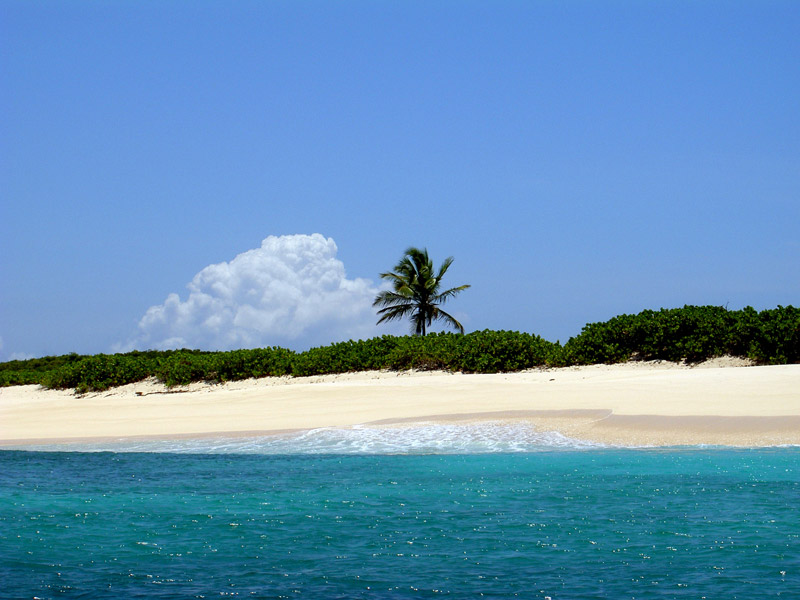
Scrub Island

Z główną wyspą Anguilla sąsiaduje kilka mniejszych wysp, mających po kilka kilometrów kwadratowych powierzchni. Są nimi: Scrub Island, która leży kilkaset metrów od wschodnich wybrzeży Anguilli, Dog Island leżącą 16 km na północny zachód od Anguilli, i Sombrero, które leży 50 km na północny zachód od głównej wyspy. Poza tymi trzema wyspami, w pobliżu Anguilli leży kilka mniejszych wysepek i przylądków. Anguilla cechuje się dobrze rozwiniętą linią brzegową o długości 61 km, gdzie liczne są małe zatoki i półwyspy. Wybrzeże jest przeważnie niskie, plażowe, w wielu miejscach pozbawione plaż, skaliste. Występują fragmenty klifowe.

## Budowa geologiczna i rzeźba
Anguilla będąc częścią Małych Antyli, należy strukturalnie do łuku wulkanicznego, który powstał w czasie orogenezy alpejskiej. Anguilla, jak i należące do niej wyspy, jest zbudowana z osadów wapiennych, gdzie przeważają pochodzące z miocenu wapienie rafowe. Rafowe wapienie spoczywają na pochodzących z paleocenu i eocenu tufach i piaskowcach, które są pochodzenia wulkanicznego. Anguilla powstała w wyniku kolizji płyty karaibskiej z północnoamerykańską.
Wyspa jest wybitnie nizinna, ale krajobraz nie jest całkowicie monotonny. Zaznaczają się na niej niewysokie wzniesienia, które przeciętnie wznoszą się na 20–30 m n.p.m. Najwyższe wzniesienie – Crocus Hill liczy 65 m n.p.m. i znajduje się w północnym krańcu wyspy. Większość powierzchni ma postać równinną.

## Klimat
Anguilla leży w strefie klimatu równikowego, na który wpływ ma północno-wschodni pasat, oraz ciepłe prądy morskie. Temperatury są typowe dla regionu równikowego i wynoszą od 26 °C w styczniu do 29 °C w lipcu i sierpniu. Amplitudy dobowe są niewielkie, niwelowane przez wpływ morza i pasatów. Opady są dosyć niskie, gdzie średnia roczna wynosi jedynie 900 mm, ale na przestrzeni lat są wyraźne różnice w opadach rocznych. W lutym i w marcu zaznacza się pora sucha, z miesięcznymi opadami około 40 mm. Największe opady występują w drugiej połowie lata, gdzie średnie miesięczne wynoszą 110 mm. Wilgotność wynosi przeciętnie 75-77%. Wyspy w okresie późnego lata i jesieni, nawiedzane są przez huragany.

## Wody
Sieć rzeczna na Anguilli jest bardzo słabo rozwinięta, ze względu na krasowe podłoże wyspy, oraz samo ukształtowanie powierzchni. Na pozostałych wyspach brak wód powierzchniowych. Na Anguilli leży kilka niewielkich jezior krasowych. W strefie nadbrzeżnej istnieje znaczne zasolenie wód lądowych.

## Gleby
Wyspy należą do karaibskiej krainy glebowej. Główną formacją glebową są czerwone gleby ferralitowe, które wykształciły się w wyniku wietrzenie wapiennego podłoża.

## Flora i fauna
Roślinność wyspy pomimo wilgotnego klimatu jest uboga. Na wyspie rosną niewielkie fragmenty kompleksów leśnych, jakimi są zwrotnikowe lasy wiecznie zielone. Większość powierzchni wyspy, to tereny gdzie występuje roślinność sucholubna. Powszechnym gatunkiem drzewa jest palma kokosowa, która rośnie w strefie wybrzeża. Wokół wysp rosną rafy koralowe.
Fauna należąca do antylskiej krainy neotropikalnej, jest także uboga. Brak dużych ssaków, dominują ptaki, gdzie występuje 80 rodzajów tych zwierząt. Na wyspach żyją głównie kolibry i ptactwo morskie. Bogaty jest świat zwierząt morskich, posiadających dobre warunki do życia na terenie raf koralowych.